# Molí del Cava
El Molí del Cava és un antic molí fariner del municipi de Sanaüja (Segarra) que forma part de l'Inventari del Patrimoni Arquitectònic de Catalunya.

## Situació
Està situat al sud del terme municipal, a la riba dreta del riu Llobregós, en una zona anomenada el Canal del Riu, en ple EIN (Espai d'Interès Natural) Vall del Riu Llobregós.
Per arribar a aquest indret, cal agafar la carretera C-451 de Guissona a Biosca. Al km. 26,4, al nord del pont de la Codina, es troba la bona pista d'accés a l'EIN. Està indicat. Seguint aquesta pista s'arriba als 2 km. sota l'antic nucli de Puig-arner. Es deixa el trencall que hi puja i, poc més enllà, es pren el que mena al molí i a Mas Piquer. Està ben senyalitzat.

## Descripció

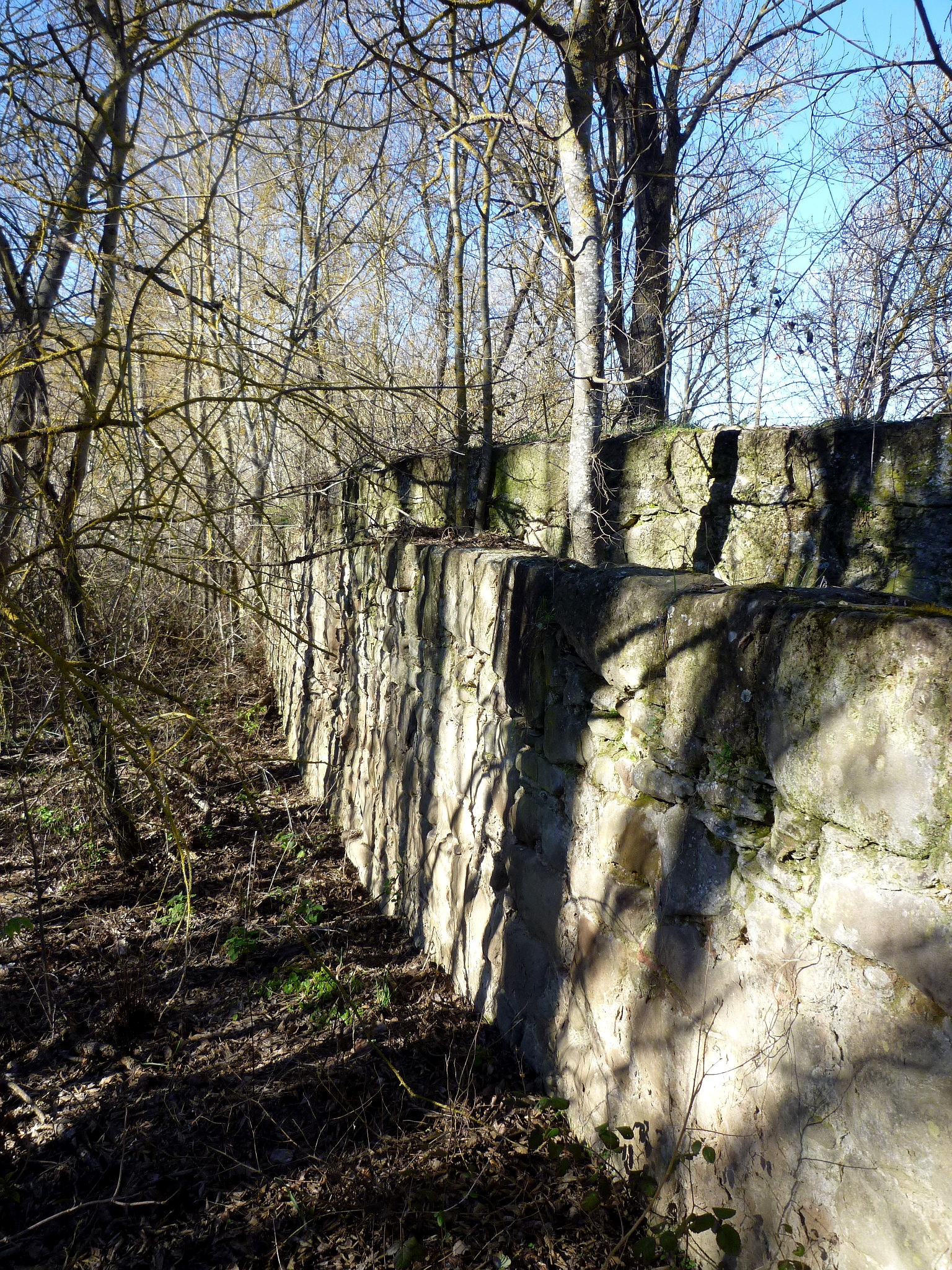
Mur de la bassa, des de l'interior

Actualment l'edifici està en estat ruïnós. Aquest se'ns presenta de planta rectangular, d'un sol pis i porta d'ingrés de llinda en el mur de llevant. Els paraments estan obrats amb pedra seca, així com l'ús de carreus o pedra més o menys treballada a les cantoneres de les restes de l'edifici.
Malauradament, l'abundant vegetació que hi ha en aquest lloc a principis del segle XXI no permet descobrir el cacau i altres parts essencials del molí. Destaca l'existència gairebé a tocar d'aquest molí, d'una peixera o resclosa, coneguda com la peixera del Masdeuró. És molt probable, que derivés les seves aigües per tal de permetre el funcionament del molí i que restés pròxim a la seva bassa.

## Història
El molí fariner segarrenc necessitava una gran bassa per poder emmagatzemar el màxim d'aigua pel seu funcionament. Una de les parts més importants era el cacau, que es bastia a un extrem de la bassa i tenia com a funció regular la pressió de l'aigua en la seva caiguda. Del cacau l'aigua passava d'un canal a un rodet, generalment de fusts i disposat horitzontalment. El moviment giratori del rodet es transmetia a l'eix de fusta, eix que tenia el seu extrem superior la nadilla o hèlix de ferro que encaixava a la mola superior. Aquesta pedra girava sobre la mola inferior fixada. La pressió de les dues moles convertia el gra amb farina.